# Демократична селянська партія (Буковина)
Демократична хліборобська партія (рум. Partidul Țărănesc Democrat, PȚD; нім. Demokratische Bauernpartei) — провінційна політична партія в австро-угорській Буковині також відома як Демократична партія, Селянська партія, Національно-демократична партія і товариство «Unirea». Була однією з кілька політичних груп, які претендували на вираження інтересів етнічних румунів в регіоні.

## Ідеологія
Партія займала націонал-ліберальну і ліво-популістську позицію, маючи підтримку переважно серед селян, сільських вчителів та представників інтелігенції". Її лідерами були Аурел Ончул і Флореа Лупу, які були противниками більш консервативною і елітарної Румунської національної народної партії (PNPR).
Відкидаючи «політичне сектантство», PŢD одночасно об'єднувала позиції австрійського та румунського націоналізму — стверджуючи, що прагнення румунів можуть бути реалізовані тільки всередині багатоетнічної імперії. З цієї причини партію часто обвинувачували в «дворушництві».
У 1902—1905 року PȚD проводила політику альянсу з представниками інших етнічних груп, в тому числі — з українськими політичними патріотичними колами. Це призвело до створення «Прогресивного селянського братства», яке домінувало в сеймі Буковини і в 1904 році прийняв проект реформи системи виборів, розроблений Бенно Страйчером. Етнічне суперництво штовхнуло групу назад в сектантську політику перед парламентськими виборами 1907 року. PȚD прийняв політику економічного антисемітизм і разом з PNPR в 1908 році об'єднався в Християнську соціал-румунську партію. Партія, як і раніше, вела автономне існування, а її еліта контролювали Державний банк Буковини і кредитний союз Райффайзен. Подібна практика майже привела економіку Буковини в колапсу, налаштувавши населення проти Ончула особисто.
Неформально PȚD брала участь у виборах в липні 1911 року, а потім — вже офіційно — у квітні 1914 року. На цьому етапі вона прийняла тактику «аграрство» та антиклерикалізму, а також знову підтвердила свою лояльність до політики Австро-Угорської імперії щодо Румунії. Через кілька місяців, у ході Першої світової війни та у зв'язку з окупацією Буковини російською імператорською армією, партія стала недіючою — партійні активісти чинили лише неефективний партизанський опір регулярній армії.
Ончуль продовжував представляти PŢD в австрійському парламенті у 1918 році і став єдиним серед своїх румунських колег, хто схвалив румунсько-український розділ Буковини. Його співпраця з Українською Галицькою армією закінчилося втратою як особистої популярності, так і популярності його партії, але сприяло об'єднання частини Буковини з Великою Румунією.

## Історія

### Заснування
Демократична хліборобська партія була заснована на початку XX століття, коли Буковина ще входила до складу Австро-Угорської імперії. «Крайня етнічна фрагментація» регіону поглиблювала в ті роки як гостре суперництво, так і політичні союзи між основними етнічними групами Буковини: сільськими громадами румунів та українців (або «русинів»), німецьких та єврейських меншин у містах. Сам Аурел Ончул з ранніх років був відділений від румунського націоналізму, хоча він і зберігав контакти як з консервативними елементами, так і з «радикально-націоналістичними». Часто Ончул протистояв іншим румунам, приймаючи сторону австрійських чиновників — які, у свою чергу, звинувачувалися в тому, що вони займалися «макіавеллізмом», налаштовуючи лідерів різних угруповань один проти одного.
Історик Теодор Белан вважав, що політична кар'єра Ончула була безпосередньо пов'язана з новим губернатором Буковини Конрадом цу Гогенлое, який хотів заспокоїти ситуацію після цілої серії румунсько-українських політичних протистоянь. Для цього йому потрібна була «політична програма з економічними вимогами, яка виключала б національне питання» і «замінила б політичний романтизм реалізмом».
Ончул потрапив до австрійського райхстрату під час виборів 1901 року, а сама партія PŢD була офіційно зареєстрована на початку 1902 року — але її знадобився майже рік, щоб стати організованою групою. У січні 1903 року PŢD опублікувала свою «Демократичну програму», а 2 лютого провела свій перший конгрес під назвою «Політичне товариство Уніра або Демократична селянська партія». Ончул, був президентом партії, увійшов у політику не в найбільш вдалий час.
У своїй пропаганді PŢD звинувачувала «боярську» еліту, через експлуатацію селян та сільської інтелігенції — претендуючи таким чином на викриття елітарного націоналізму як схеми; сама ж партія виступала за «популістський / народницький націоналізм» з «лівим відтінком». Ончуль і його послідовники вважали себе емансипованими прогресистами: «глибоко лояльними» до правлячого дому Габсбургів. Історик Йоан Кокуз, один з найбільш стійких критиків Ончула, характеризував його як «абсолютно безсовісного», а також «антинародного», «вірного австрійця». Проте існувала і думка про те, що Ончул вірив, що Австрія об'єднала маленькі народи Східної і Центральної Європи, а це захистило б їх від поглинання Російською імперією: його ідеї були в цілому схожі з проектом Аурела Поповича «Сполучені Штати великої Австрії».